# Japhet N'Doram
Japhet N'Doram   (N'Djamena, 27 de febrer de 1966) és un exfutbolista txadià de la dècada de 1990 i entrenador. Fou conegut amb el sobrenom del mag.
Fou internacional amb la selecció de futbol del Txad.
Pel que fa a clubs, destacà a FC Nantes i AS Monaco FC.
L'any 2007 fou entrenador del FC Nantes.
El seu fill Kévin N'Doram també fou futbolista.

## Estadístiques
Font:
| Club       | Temporada | Lliga   | Lliga | Copa    | Copa | Internacional | Internacional |
| Club       | Temporada | Partits | Gols  | Partits | Gols | Partits       | Gols          |
| ---------- | --------- | ------- | ----- | ------- | ---- | ------------- | ------------- |
| Tourbillon | 1984      | ?       | ?     | ?       | ?    | ?             | ?             |
| Tourbillon | 1985      | ?       | ?     | ?       | ?    | ?             | ?             |
| Tourbillon | 1986      | ?       | ?     | ?       | ?    | ?             | ?             |
| Tourbillon | 1987      | ?       | ?     | ?       | ?    | ?             | ?             |
| Tourbillon | 1988      | ?       | ?     | ?       | ?    | ?             | ?             |
| Tonnerre   | 1988      | ?       | ?     | ?       | ?    | ?             | ?             |
| Tonnerre   | 1989      | ?       | 15    | ?       | ?    | ?             | ?             |
| Tonnerre   | 1990      | 32      | 18    | ?       | ?    | ?             | ?             |
| FC Nantes  | 1990–91   | 19      | 2     | 3       | 1    | 0             | 0             |
| FC Nantes  | 1991–92   | 25      | 4     | 1       | 0    | 0             | 0             |
| FC Nantes  | 1992–93   | 31      | 10    | 5       | 0    | 0             | 0             |
| FC Nantes  | 1993–94   | 26      | 8     | 4       | 0    | 1             | 0             |
| FC Nantes  | 1994–95   | 32      | 12    | 1       | 1    | 8             | 3             |
| FC Nantes  | 1995–96   | 24      | 15    | 2       | 1    | 7             | 3             |
| FC Nantes  | 1996–97   | 35      | 21    | 0       | 0    | 0             | 0             |
| FC Nantes  | Total     | 192     | 72    | 17      | 3    | 16            | 6             |
| AS Monaco  | 1997–98   | 13      | 1     | 1       | 2    | 2             | 0             |

1. ↑  Inclou Coupe de France, Coupe de la Ligue, Trophée des Champions
2. ↑  Inclou Lliga de Campions de la UEFA, Copa de la UEFA